# Rendsburský most

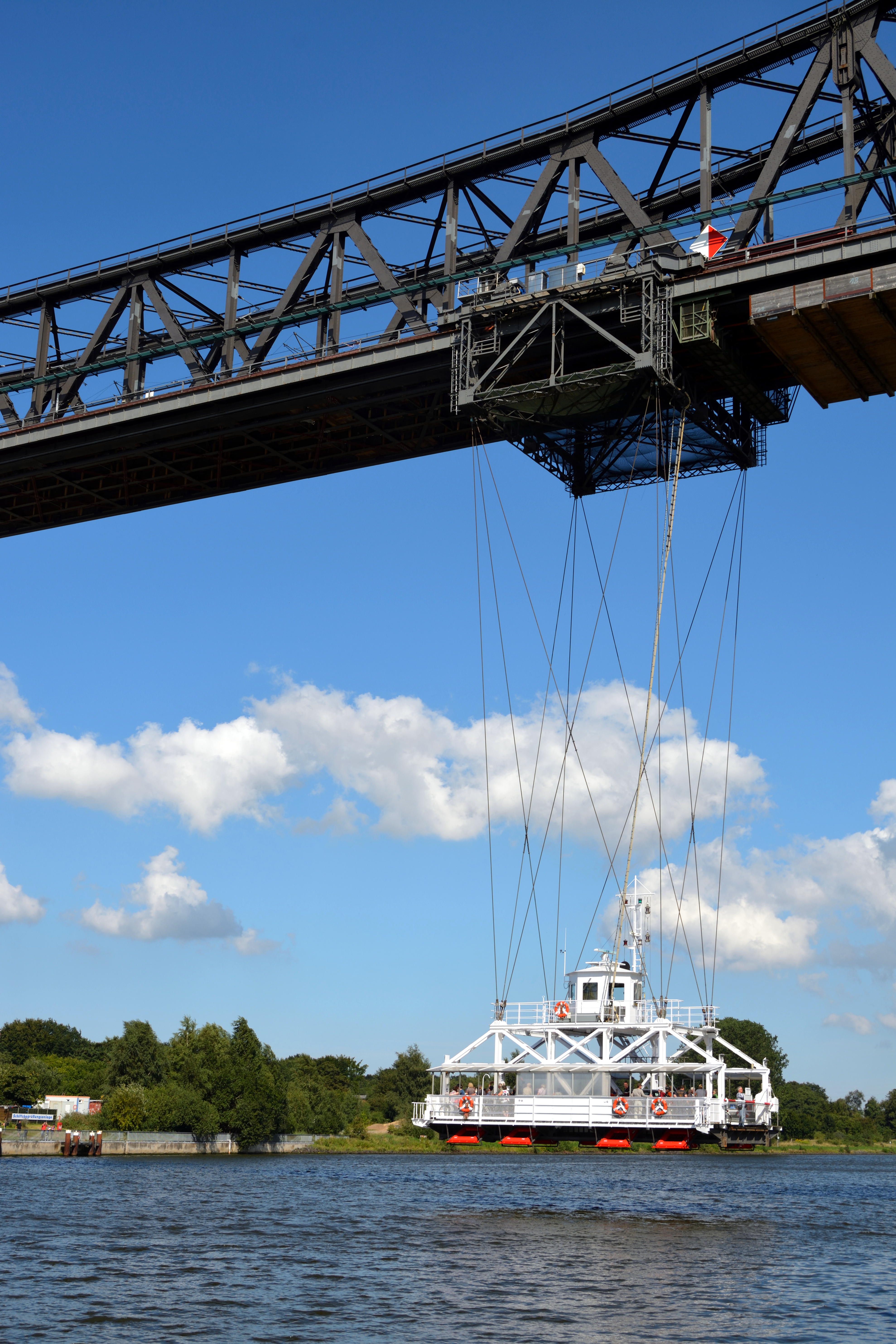
Celkový pohled na gondolový most

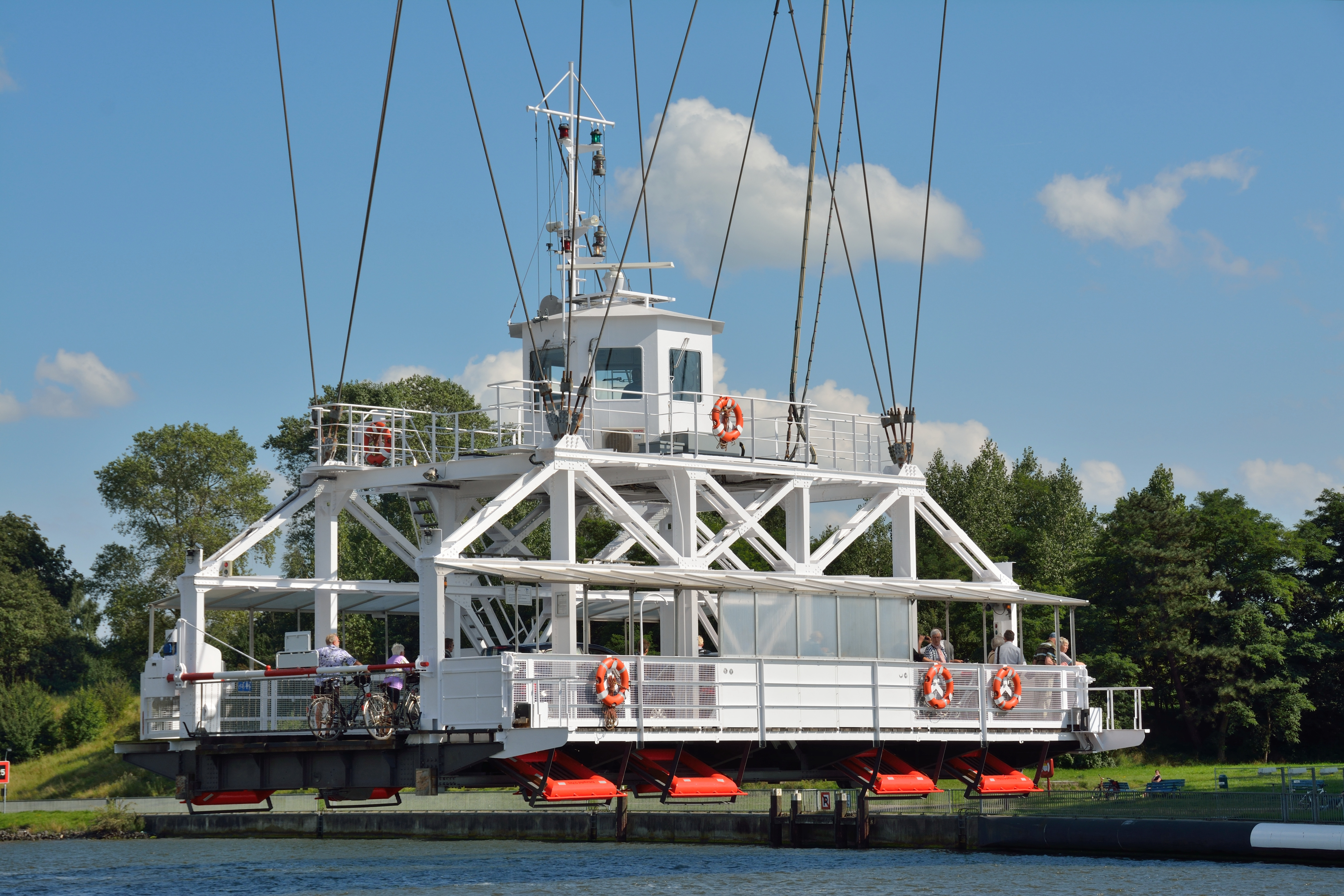
Bližší pohled na gondolový most

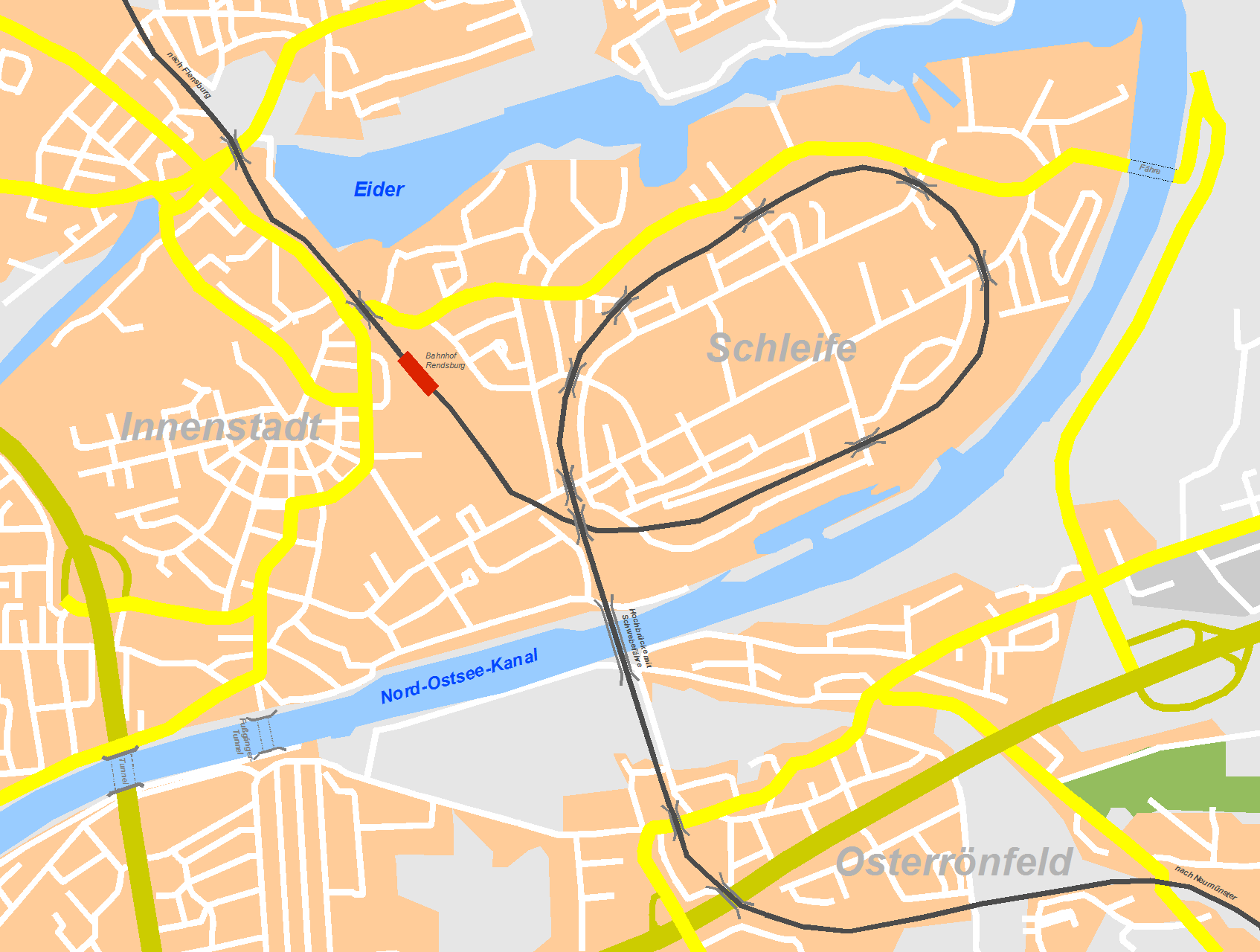
Rendsburská smyčka na mapě

Rendsburský most (německy Rendsburger Hochbrücke) je most ocelové konstrukce, který byl v letech 1911–13 postaven v Rendsburgu (32 km západně od Kielu) v Šlesvicku-Holštýnsku (Německo). Nachází se uprostřed Kimberského poloostrova (v západo-východním směru) a zároveň nedaleko hranic Šlesvicka a Holštýnska (v severo-jižním směru) a překlenuje Kielský průplav. Slouží jako železniční most, kromě toho jsou do konstrukce zavěšeny také pohyblivé plošiny (tzv. gondoly) pro chodce a motorová vozidla, které tvoří tzv. gondolový most, jenž je památkově chráněn. Tato stavba je jednou z nejvýznamnějších technických památek v Německu a zároveň symbolem města Rendsburg.
Na stavbě mostu se podílelo 350 pracovníků pod vedením inženýra Friedricha Voße (1872–1953). Bylo použito 17 740 tun oceli a 3,2 milionu nýtů. Stavba stála 13,4 milionů marek.
Rendsburský most spolu s oběma příjezdovými rampami dosahuje délky 7,5 km. Vlastní železná mostní konstrukce je dlouhá 2486 m, přičemž hlavní most má při celkové délce 317 m světlou výšku (vzdálenost od hladiny k mostu) 42 m; vzdálenost mezi vzpěrami činí 140 metrů. Příjezdové rampy vytvářejí obrovskou smyčku. Bezprostředně za severní rampou se nachází rendsburské nádraží.
Pod mostem byl v letech 1962–65 vybudován tunel pro pěší, ke kterému vedou čtyři eskalátory (s délkou 55,19 m nejdelší v západní Evropě) a výtah.